# Тайер, Уильям Уоллес
Уильям Уоллес Тайер (англ. W. W. Thayer, 15 июля 1827, Лайма, Нью-Йорк — 15 октября 1899, Портленд, штат Орегон) — американский политик, 6-й губернатор Орегона в 1878—1882, главный судья Верховного суда Орегона с 1888 по 1889 год. Член Демократической партии.

## Биография
Тайер родился 15 июля 1827 года на ферме недалеко от селения Лайма, штат Нью-Йорк. Получил государственное образование, прежде чем начать изучать право в колледже. В 1851 году был принят в Коллегию адвокатов штата Нью-Йорк. Затем он занимался юридической практикой со своим братом в Буффало, а затем в Тонаванде.
Горнодобывающий бум на территории Айдахо привлек внимание Тайера в 1860 году, побудив его двинуться на запад. Он прибыл в Корваллис, штат Орегон, в 1861 году, где присоединился к своему брату и бывшему представителю США Эндрю Дж. Тайеру в своей юридической фирме. В 1863 году он наконец переехал в Айдахо, основав свою собственную юридическую фирму в Льюистоне.

## Политическая карьера в Айдахо
В 1866 году, через три года после переезда в Льюистон, Тайер был избран окружным прокурором Третьего судебного округа территории Айдахо. С 1866 по 1867 год он находился в Бойсе, чтобы работать на сессии Палаты представителей территории Айдахо. Он переехал в Портленд (штат Орегон), вскоре после того, как покинул законодательный орган.

## Ранняя политическая карьера в Орегоне
По возвращении в Орегон Тайер основал успешную юридическую фирму в городе Ист-Портленд (городом был объединен в Портленд в 1891 году). В это время он стал активным членом Демократической партии. Во время спора о президентских выборах 1876 года Тайер был членом юридической группы, которая оспаривала свидетельство Джона У. Уоттса, избирателя-республиканца от Ратерфорда Хейса. Несмотря на успех, это не помогло Сэмюэлю Тилдену получить большинство голосов в коллегии выборщиков.
За помощь в деле Уоттса, в 1878 году Демократическая партия штата Орегон выдвинула Тейера на пост губернатора. Тайер с небольшим перевесом победил республиканца Корнелиуса С. Бикмана с перевесом в 59 голосов.

## Губернатор Орегона
В период губернаторства, политика Тайера в финансовой сфере была консервативной. Он сохдал антикоррупционную администрацию, которая стремилась сделать государственную бюрократию более эффективной. Под его руководством были инициированы Государственный совет по уравниванию, реформы земельного законодательства и создание государственной психиатрической больницы.
Губернатор Тайер часто говорил о финансах штата. Тайер критиковал процесс, с помощью которого законодательная ассамблея штата основывало свои бюджетные ассигнования. Он призывал к тому, чтобы прогнозы доходов основывались на фактических доходах, а не на том, что ожидалось, как это часто делал законодательный орган в прошлом. Он также отказался финансировать завершение строительства Капитолия штата, заявив, что это здание слишком дорого и роскошно для Орегона.
Его неизменным наследием было преобразование Верховного суда Орегона в его нынешнее воплощение в соответствии с законом. Ранее судьи окружных судов выполняли функции судей Верховного суда. После изменения устава должности в Верховном суде были выделены в отдельную должность, избираемую прямым голосованием.

## Главный судья Верховного суда Орегона
На губернаторских выборах 1882 года Тайер отказался баллотироваться на второй срок. Вместо этого в 1884 году он успешно провел кампанию за правосудие в Верховном суде, выиграв шестилетний срок в суде.
Тайер умер в Портленде 15 октября 1899 года, похоронен на кладбище Лон Фер.